# Marc Claudi Marcel (cònsol 287 aC)
Marc Claudi Marcel (en llatí Marcus Claudius Marcellus) va ser un magistrat romà. Era fill de Marcus Claudius Marcellus, cònsol l'any 331 aC, i formava part de la gens Clàudia, de la branca dels Claudi Marcel.
Va ser elegit cònsol el 287 aC, juntament amb Gai Nauci Rutil. En el seu consolat es va aprovar la Lex Hortensia de plebiscitis.